# Mesures (Apple)
Mesure est une application de réalité augmentée sur iOS. Elle est développée par Apple pour l'iPhone et l'iPad. Utilisant l'Apple ARKit 2, elle permet aux utilisateurs de prendre des mesures grâce à la caméra de leur appareil,.
L'application a été annoncée lors de la WWDC 2018, et est pré-installée sur tous les iPhone depuis iOS 12 à condition que l'appareil soit équipé d'une puce Apple A9 ou ultérieur, ce qui comprend tous les iPhone depuis l'iPhone 6S et tous les iPad depuis l'iPad (2017).